# Енніо Морріконе
Е́нніо Морріко́не (італ. Ennio Morricone; 10 листопада 1928, Рим — 6 липня 2020, Рим) — італійський композитор, аранжувальник і диригент. В основному писав музику для кінематографу і телебачення. Дворазовий лауреат премії «Оскар» (2007, 2016).

## Біографія
Енніо Морріконе народився 10 листопада 1928 року в Римі, в родині професійного джазового трубача Маріо Морріконе і домогосподарки Лібери Рідольфі. Він був найстаршим з п'яти дітей. Коли Енніо виповнилося 9 років, він вступив до консерваторії Святої Цецілії в Римі, де провчився загалом 11 років, отримавши 3 дипломи — по класу труби в 1946 році, по класу оркестру (фанфар) в 1952 році й за класом композиції в 1953 році.
Коли Енніо виповнилося 16 років, він зайняв місце другої труби в ансамблі Альберто Фламіні, в якому колись грав його батько. Разом з ансамблем Енніо підробляв, граючи в нічних клубах та готелях Риму. А роком пізніше Морріконе влаштувався у театр, де пропрацював один рік музикантом, а потім три роки композитором. У 1950 році він почав аранжувати пісні популярних композиторів для радіо. Обробкою музики для радіо та концертів він займався до 1960 року, а в 1960 році Морріконе почав аранжувати музику для телешоу.
Писати музику до фільмів Енніо Морріконе почав лише в 1961 році, коли йому було вже за 30. Він почав з італійських вестернів, з жанру, з яким тепер міцно асоціюється його прізвище. Широка популярність прийшла до нього після роботи над фільмами його колишнього однокласника, режисера Серджо Леоне. Творчий союз режисера і композитора Леоне і Морріконе часто навіть порівнюють з такими відомими дуетами як Ейзенштейн і Прокоф'єв, Гічкок і Геррманн. Пізніше музику Морріконе для своїх фільмів побажали замовити Бернардо Бертолуччі, П'єр Паоло Пазоліні, Даріо Ардженто та багато інших.
З 1964 року Морріконе працював у звукозаписній компанії «RCA», де аранжував сотні пісень для таких знаменитостей як Джанні Моранді, Маріо Ланца, Міранда Мартіно та інших.
Ставши відомим у Європі, Морріконе був запрошений для роботи в голлівудському кінематографі. У США Морріконе написав музику для фільмів таких відомих режисерів як Роман Поланскі, Олівер Стоун, Браян Де Пальма.
У грудні 2011 року Морріконе виступав у Києві з концертом «Музика з фільмів» за участю Національного ансамблю солістів «Київська камерата», Чоловічого хору Ансамблю пісні і танцю Збройних Сил України та академічного студентського хору «ANIMA».
Енніо Морріконе помер 6 липня 2020 року на 92-му році життя в одній з лікарень Риму, куди був госпіталізований кількома днями раніше з переломом стегнової кістки, отриманим внаслідок падіння.

## Особисте життя
13 жовтня 1956 року Енніо Морріконе одружився з Марією Травіа, їхній шлюб тривав 64 роки — до самої смерті композитора. В подружжя народились четверо дітей: син Марко (1957, працює в товаристві з авторських прав), дочка Алессандра (1961, хірург), син Андреа (1964, композитор та диригент) та син Джованні (1966, кінопродюсер).
Енніо Морріконе серйозно захоплювався шахами, неодноразово грав з чемпіонами світу.

## Творчість

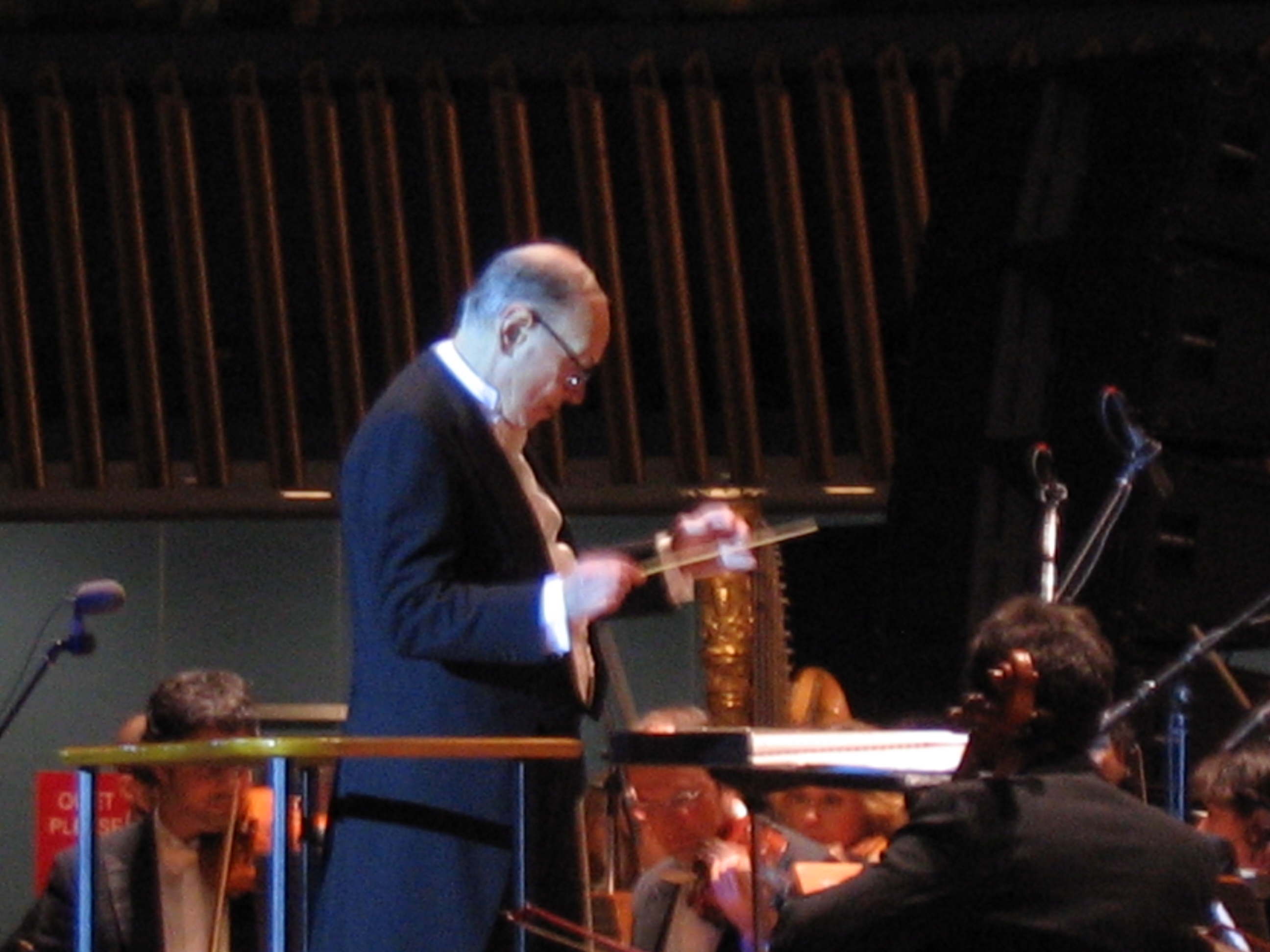
Енніо Морріконе виступає у Штаб-квартирі ООН 2 лютого 2007 року

Енніо Морріконе — один з найвідоміших композиторів сучасності і безумовно найвідоміший у світі композитор кіно. За свою довгу і плідну кар'єру він написав музику до більш ніж 400 фільмів і телесеріалів, знятих в Італії, Іспанії, Франції, Німеччині, Росії та США. Морріконе зізнався, що сам точно не пам'ятає, скільки саундтреків він створив, але виходить, що писав у середньому по одному на місяць.
Як кінокомпозитор він був п'ять разів номінований на «Оскар», в 2007 році отримав цю премію за видатний внесок у кінематограф, а у 2016 році — за саундтрек до фільму «Мерзенна вісімка». Крім того, у 1987 році за музику до фільму «Недоторканні» він був удостоєний премією «Золотий глобус» і «Греммі». Серед фільмів, до яких Морріконе написав музику, слід особливо відзначити такі: «За жменю доларів», «На кілька доларів більше», «Хороший, поганий, злий», «Якось на Дикому Заході», «Одного разу в Америці», «Місія», «Декамерон», «Багсі», «Професіонал», «Недоторканні», «Новий кінотеатр „Парадізо“», «Легенда про піаніста» та телесеріал «Спрут».
Музичний смак Енніо Морріконе дуже складно описати точно. Його аранжування завжди були дуже різними, в них можна почути і класику, і джаз, і італійський фольклор, і авангард, і навіть рок-н-рол. Морріконе любив використовувати різні інструменти, від гармошок і ріжків до електрогітар, але його фірмовий стиль — це використання жіночого голосу як інструменту, який відтіняється соковитим оркеструванням.
Всупереч поширеній думці, Морріконе створював не тільки саундтреки, він писав і камерну інструментальну музику, з якою у 1985 році навіть здійснив тур Європою, особисто диригуючи оркестром на концертах.
Двічі за свою кар'єру Енніо Морріконе сам знімався у фільмах, до яких він писав музику, а в 1995 році про маестро знято цілий документальний фільм. Енніо Морріконе одружений, у нього четверо дітей, він жив у Римі. Його син Андреа Морріконе теж пише музику для кіно. Культова американська група «Metallica», починаючи з кінця 80-х років, кожен концерт відкриває композицією «The Ecstasy Of Gold» з класичного вестерну «Хороший, поганий, злий». У 2000 році вона була зіграна в проєкті «S&M» вперше в живому виконанні (кавер-версія).

## Фільмографія (неповна)
1. 1959 — Смерть одного
2. 1961 — Фашистський вожак /Il federale
3. 1962 -? /La voglia matta
4. 1962 — Лоліта
5. 1962 -? /La cucagna
6. 1963 -? /La monachine
7. 1964 — Дурний світ /I malamondo
8. 1964 -? /El Greco
9. 1964 — Маніяки /I maniaci
10. 1964 — За жменю доларів /A fistful of dollars
11. 1964 — Перед революцією /Prima Della Rivoluzione
12. 1965 — Повернення Рінго
13. 1965 -? /Slalom
14. 1965 -? /Agent 055: Todesfalle Beirut
15. 1965 -? /Agente 077: missione Bloody Mary
16. 1965 -? /Altissima pressione
17. 1965 -? / Thrilling
18. 1965 — Кулаки в кишені / I pugni in tasca
19. 1965 -? / Idoli controluce
20. 1965 -? / Se non avessi più te
21. 1965 -? / Ménage all'italiana
22. 1965 — Коханці з могили
23. 1965 — На декілька доларів більше /Per Qualche Dollaro in Piu
24. 1966 — Навахо Джо /Navajo Joe
25. 1966 -? /Per Firenze
26. 1966 — Битва за Алжир
27. 1966 — Біблія
28. 1966 — Золота куля
29. 1966 — Майже людина
30. 1966 — Прокинься і убий
31. 1966 — Птахи великі і малі /Uccellacci E Uccellini
32. 1966 — Здавайся і Розплатись
33. 1966 — Добрий, поганий, злий
34. 1967 -? /Matchless
35. 1967 -? /OK Connery
36. 1967 -? /Da uomo a uomo
37. 1967 — Арабелла
38. 1967 — Гарем
39. 1968 — Їж це
40. 1968 — Якось на Дикому Заході
41. 1968 — Партнер
42. 1968 — Рим як Чикаго
43. 1968 — Сицилійський клан /Le Clan Des Siciliens
44. 1968 — Теорема /Teorema
45. 1969 — Алібі
46. 1969 — Галілео
47. 1969 — Кеймада
48. 1969 — Недоторкані
49. 1969 — Нічого не знаючи про неї
50. 1969 — Прекрасний листопад
51. 1969 — Серце матері
52. 1969 — Тиха місцина за містом
53. 1969 — Що робив Сталін з жінкою?
54. 1969 — H2S
55. 1970 — Місто насильства
56. 1970 — Брудні фото для пані поза будь-яких підозр
57. 1970 — Каліффа
58. 1970 — канібали
59. 1970 — Метелло
60. 1970 — Напарник
61. 1970 — Співачка
62. 1970 — Підглядаєш
63. 1970 — Птах з кришталевим оперенням
64. 1970 — Найпрекрасніша дружина
65. 1970 — Слідство у справі громадянина поза всякими підозрами /Indagine Su Un Cittadino Al Di Sopra Di Ogni Sospetto
66. 1969 — Два мули для сестри Сари /Two Mules For Sister Sara
67. 1971 — Без очевидних причин /Sans Mobile Apparent
68. 1971 — Зломник /Le Casse
69. 1971 — Зустріч
70. 1971 — Нехай живе смерть твоя
71. 1971 — Декамерон /Il Decamerone
72. 1971 — Жаль, що вона розпусниця
73. 1971 — Злі пальці
74. 1971 — Кентерберійські оповідання /I racconti di Canterbury
75. 1971 — Коротка ніч скляних ляльок
76. 1971 — Кішка про дев'ять хвостів
77. 1971 — Червоний намет (варіант для прокату поза СРСР)
78. 1971 — Маддалена
79. 1971 — З динамітом в кулаці (інша назва: З пригоршнею динаміту)
80. 1971 — Сакко і Ванцетті
81. 1971 — Слідство закінчено, забудьте
82. 1971 — Холодні очі страху
83. 1971 — Чотири мухи на сірому оксамиті
84. 1971 — Чорне черево тарантули
85. 1971 — Йшов рік подяки 1870
86. 1971 — Ящірка під жіночою шкірою
87. 1971 — Робітничий клас іде в рай / La classe operaia va in paradiso
88. 1972 — Автомобіль
89. 1972 — Шлях дракона (музика взята з одного з вестерні Серджіо Леоне)
90. 1972 — Два сезони життя
91. 1972 — Хто бачив її смерть?
92. 1972 — Майстер і Маргарита /Il maestro e Margherita
93. 1972 — Мій дорогий вбивця
94. 1972 — Про вбивство на першу смугу
95. 1972 — Останній чоловік Сари
96. 1972 — Замах / L'Attentat
97. 1972 — При чому тут ми, коли кругом революція!?
98. 1972 — Робочий клас йде в рай
99. 1972 — Синя борода /Bluebeard
100. 1972 — Вбивство в Римі /Massacre In Rome
101. 1972 — Вбивця
102. 1972 — Фіоріна
103. 1972 — Людина, з якою рахуються
104. 1972 — Що вони зробили з Соланж?
105. 1973 — Аллонзанфана
106. 1973 — Джордано Бруно
107. 1973 — Змій /Le Serpent
108. 1973 — Моє ім'я — ніхто
109. 1973 — Револьвер
110. 1973 — Власність більше не крадіжка
111. 1974 -? /Spasmo
112. 1974 — Пекельне тріо
113. 1974 — Антихрист
114. 1974 — Справи пристойних людей
115. 1974 — Майже людина
116. 1974 — Секрет
117. 1974 — Квітка тисячі й однієї ночі
118. 1975 — Недільна жінка
119. 1975 — Геній, два земляка і пташеня
120. 1975 — Космос: 1999
121. 1975 — Леонори
122. 1975 — По старим сходинкам
123. 1975 — Прекрасная Німфа
124. 1975 — Страх над містом /Peur Sur La Ville
125. 1975 — Вбивства в нічному поїзді
126. 1975 — Шановні люди
127. 1975 — Людський фактор
128. 1976 — Аньєзе йде на смерть
129. 1976 — Двадцяте століття /Novecento
130. 1976 — Для кохання
131. 1976 — Спадок Феррамонті
132. 1976 — Пустеля Тартар
133. 1976 — Сало, або 120 днів Содому /Salò o le 120 giornate di Sodoma
134. 1976 — Площа Сан-Бабіла, 20 годин /San Babila ore 20: un delitto inutile
135. 1976 — Фільм
136. 1977 -? / Il Mostro '
137. 1977 — Екзорцист 2 / Exorcist 2: The Heretic
138. 1977 — Корлеоне
139. 1977 — Рене-тростинка
140. 1977 — Тодо модо / Todo modo
141. 1977 — Голокост 2000
142. 1978 — Аморальність
143. 1978 — Східний експрес
144. 1978 — Брудні руки
145. 1978 — Дні жнив / Days Of Heaven
146. 1978 -? /122 rue de Provance
147. 1978 — Клітка для диваків / Cage Aux Folles
148. 1978 — Кіт / Il Catto
149. 1978 — Така, як ти є / Così come sei
150. 1979 — Вояж з Аніти (Подорож з Аніти)
151. 1979 — І. .. як Ікар
152. 1979 — Лінія крові / Bloodline
153. 1979 — Місяць
154. 1979 — Добрі новини
155. 1979 — гуманоїди /L'Umanoide
156. 1979 — Операція «Чудовисько»
157. 1980 — Банкірші
158. 1980 — блакитноокій бандит
159. 1980 — Клітка для диваків 2 / Cage Aux Folles 2
160. 1980 — Чоловік чи ні / Uomini e no
161. 1980 — Вікна / Windows
162. 1980 — Острів / An Island
163. 1981 — Метелик / Butterfly
164. 1981 — Злодій
165. 1981 — непослух
166. 1981 — Справжня історія дами з камеліями
167. 1981 — Професіонал /Le Professionnel
168. 1981 — Трагедія смішної людини /La Tragedia Di Un Uomo Ridicolo
169. 1982 — Пора вмирати /A Time to Die
170. 1982 — Біла собака /A White Dog
171. 1982 — Майя Плісецької
172. 1982 — Марко Поло
173. 1982 — Нана
174. 1982 — Щось /The Thing
175. 1982 — Шпигун, встань /Espion, Leve-toi
176. 1983 — Червоне та чорне
177. 1983 — Андра /Hundra
178. 1983 — Багач /Le Ruffian
179. 1983 — Клітка для диваків-3
180. 1983 — Ключ /La Chiave
181. 1983 — Поліцейський-вбивця /Copkiller
182. 1983 — Скарби чотирьох корон
183. 1983 — Людина за межею /Le Marginal(У радянському прокаті — «Поза законом»)
184. 1984 — Кодове ім'я: Дикі гуси
185. 1984 — Не вбивай Бога
186. 1984 — Одного разу в Америці /Once Upon A Time in America
187. 1984 — Сахара /Sahara
188. 1984 — Смертельний порядок /Corrupt
189. 1984 — Нічні злодюжка /Les Voleurs de la nuit
190. 1984 — Спрут
191. 1985 — Клітка
192. 1985 — Розкаятися
193. 1985 — Руда Соня /Red Sonja
194. 1986 — Венеційка
195. 1986 — Місія /The Mission
196. 1986 — Спецназ «К.Е.Т.» /C.A.T. Squad
197. 1987 — Злодій
198. 1987 — День спочатку
199. 1987 — Несамовитий
200. 1987 — Недоторканні /The Untouchables
201. 1987 — Окуляри в золотій оправі
202. 1987 — Секрет Сахари /Secret Of The Sahara
203. 1988 — Спецназ «К.Е.Т.» 2 /C.A.T. Squad: Python Wolf
204. 1988 — Материнське серце
205. 1988 — Несамовитий /Frantic
206. 1988 — Новий кінотеатр «Парадізо» /Nuovo Cinema Paradiso
207. 1989 — 12 режисерів о 12 містах /12 registi per 12 citta
208. 1989 — Передмістя
209. 1989 — Час вбивати
210. 1989 — Принц пустелі
211. 1989 — Список загиблих /Casualties of War
212. 1989 — Спрут 4
213. 1989 — Товстун і малюк /Fat Man And Little Boy
214. 1990 — Нескінченна гра
215. 1990 — Гамлет /Hamlet
216. 1990 — Гроші /Money
217. 1990 — Забути Палермо
218. 1990 — Зв'яжіть мене!
219. 1990 — Стан несамовитості /State of Grace
220. 1990 — Спрут 5
221. 1990 — Террор на борту
222. 1990 — Три колонки у хроніці
223. 1990 — У них все добре / Stanno Tutti Bene
224. 1990 — Енніо Морріконе: Музика для вух
225. 1991 — Багсі / Bugsy
226. 1991 — Великий чоловік — переступаючи межу / Big Man — Crossing The Line
227. 1991 — Можливості кар'єри
228. 1991 — Час вбивати
229. 1991 — Мій дорогий доктор Граслер
230. 1991 — Особливо по неділях
231. 1991 — Холостяк
232. 1992 — Місто задоволень /La città della gioia
233. 1992 — Любовний напій № 9
234. 1992 — Чоловіки і коханці
235. 1992 — Правосуддя бессильне
236. 1992 — Спрут 6
237. 1993 — Охорона /La scorta
238. 1993 — Чиста формальність
239. 1993 — Роки дитинства (Дивись в небо)
240. 1993 — Довге мовчання
241. 1993 — На лінії вогню
242. 1993 — Зроблено в Америці
243. 1994 — Викриття /Disclosure
244. 1994 — Авраам /Abraham
245. 1994 — Вовк /Wolf
246. 1994 — Любовна історія /Love Affair
247. 1994 — Викриття
248. 1995 -? /Pasolini, un delitto italiano
249. 1995 — Барон /Il Barone
250. 1995 — Йосип Прекрасний: Намісник фараона
251. 1995 — Хто вбив Пазоліні?
252. 1995 — ніч і момент
253. 1995 — Спрут 7
254. 1995 — Енніо Морріконе
255. 1995 — Яків
256. 1996 — Задушенние життя
257. 1996 — Німфа
258. 1996 — Смерч
259. 1996 — Вовчиця /La Lupa
260. 1996 — Самсон і Даліла
261. 1996 — Північна зірка /Tashunga
262. 1996 — Творець зірок
263. 1996 — Синдром Стендаля / The Stendhal Syndrome
264. 1996 — За згодою Перейра
265. 1997 — Лоліта /Lolita
266. 1997 — Поворот /U-Turn
267. 1997 — Соломон
268. 1998 -? /Ultimo
269. 1998 — Булворт /Bulworth
270. 1998 — Куди приводять мрії
271. 1998 — Щось: Жах набуває форму
272. 1998 — Привид опери /Il Fantasma dell'opera
273. 1999 -? /Ultimo 2: La sfida
274. 1999 — Легенда про піаніста /La leggenda del pianista sull'oceano
275. 1999 — Нана
276. 2000 — Ватель /Vatel
277. 2000 — Малена /Malena
278. 2000 — Місія на Марс /Mission to Mars
279. 2001 — Інший світ можливий
280. 2001 — Спляча дружина
281. 2002 — Гра Ріплі
282. 2002 — Карло Джіуліані, хлопець
283. 2002 — Кінець таїнства
284. 2002 — Чорний ангел
285. 2003 — Ікс
286. 2004 -? /Ultimo 3: L'infiltrato
287. 2004 — 72 метри
288. 2005 — Без долі
289. 2005 — Лючія
290. 2005 — Револьвер
291. 2005 — Кароль. Людина, який став Папою Римським
292. 2006 — Кароль. Папа Римський, який залишився людиною
293. 2006 -? /A crime
294. 2006 -? /Libertas
295. 2008 — Ленінград
296. 2008 — Недоторкані: узвишшя Капоне

## Акторські роботи
- 1990 «У них все добре» (Stanno tutti bene) — провідник

## Нагороди
- Премія «Оскар» за внесок у кіномистецтво (2007 р.)[8].
- Великий офіцер ордену «За заслуги перед Італійською Республікою» (2005)[9].
- Командор ордену «За заслуги перед Італійською Республікою» (1995)[10].
- Золота медаль за заслуги в області культури і мистецтва (2000)[11].
- 26 лютого 2016 року Енніо Морріконе отримав зірку на Алеї Слави в Голівуді «на знак поваги до його творчості протягом кількох десятиліть»[12].